# 大上ピーターけんじ
大上ピーターけんじ（おおがみ ピーターけんじ Peter Ogami Kenji 1977年8月19日- ）は、日系スウェーデン人のアイスホッケー選手。ポジションはディフェンスマン。
1999-2000シーズンの1シーズンのみヨーテボリ大学から日本に留学していたところ、雪印にスカウトされて参戦した。